# Fiat A.R.F.
Il Fiat A.R.F. fu un aereo da competizione monomotore biplano, sviluppato dall'azienda aeronautica italiana Fiat Aviazione nei tardi anni dieci del ventesimo secolo.

## Storia del progetto
Nell'agosto 1918, poco prima del termine della prima guerra mondiale, l'ingegnere Celestino Rosatelli ottenne l'autorizzazione a sviluppare un derivato del nuovo bombardiere Fiat B.R. destinato a tentare l'attraversamento senza scalo dell'Oceano Atlantico dall'Europa agli Stati Uniti d'America. L'ingegner Rosatelli sviluppò un biplano monomotore, designato Fiat A.R.F. (Atlantico Rosatelli-Fiat), equipaggiato con il nuovo, potente, motore in linea Fiat A.14 da 700 hp e dotato di un raggio d'azione di oltre cinquemila chilometri. La direzione della Fiat, che non voleva essere esclusa dalla gara atlantica, autorizzò la costruzione di tre velivoli, che furono immatricolati I-ARGA, I-ARGO e I-ARSA, per poter partecipare al premio di 10 000 sterline messo in palio dal quotidiano inglese Daily Mail destinato al pilota che per primo avesse effettuato la traversata transatlantica. Tale premio fu però conquistato dagli aviatori John Alcock e Frederick Whitten Brown, che tra il 14 e il 15 giugno 1919 volarono dal Canada all'Irlanda a bordo di un biplano Vickers Vimy, prima che il Fiat A.R.F. venisse approntato.

## Tecnica
Il Fiat A.R.F. era un biplano, con configurazione sesquiplana, di costruzione mista in legno e metallo. La fusoliera aveva sezione rettangolare, con rivestimento in compensato. Le ali erano collegate tra di loro da montanti, rivestite in tela tranne gli alettoni, posizionati sull'ala superiore, e rivestiti in compensato. L'ala superiore era montata alta a parasole e quella inferiore bassa sulla fusoliera.
Il propulsore era un Fiat A.14 a 12 cilindri a V di 60° raffreddato ad acqua, erogante la potenza di 700 CV (515 kW) nominali, azionante un'elica bipala lignea.
La capacità massima di carburante era pari a 2 800 L.
Il carrello d'atterraggio era di tipo classico a V, triciclo posteriore fisso con pattino d'appoggio in coda. Le gambe anteriori del carrello erano dotate di ammortizzatori e le ruote erano in gomma piena.
Biposto, dotato di due abitacoli aperti, disposti in tandem. L'anteriore destinato al pilota era dotato di parabrezza.

## Impiego operativo
Uno dei tre esemplari fu esposto al Salone Internazionale di Parigi tenutosi nel dicembre 1919, destando grande interesse, in quanto fu valutato dagli esperti come la proposta più interessante tra quelle presentate al salone.
Il 26 febbraio 1920 il tenente Francesco Brach Papa conquistò il primato mondiale di velocità con quattro persone a bordo facendo registrare una velocità massima di 261 km/h sull'aeroporto di Torino-Mirafiori. L'aereo era stato modificato, trasformato in quadriposto, e la potenza del propulsore era stata incrementata a 800 CV.
Rimasti inutilizzati, il secondo ed il terzo esemplare destarono l'attenzione del governo sovietico, impegnato a quel tempo nel conflitto con la Polonia. Ottenuta l'autorizzazione dal governo italiano, i due aerei furono trasformati in bombardieri e venduti all'Unione Sovietica il 14 maggio 1921 tramite la delegazione commerciale sovietica in Italia. La consegna fu curata dalla Cooperativa Nazionale Aeronautica (CNA) di Giovanni Bonmartini. Il 31 ottobre i due velivoli, pilotati rispettivamente dagli equipaggi Luigi Garrone e Giovanni Strata e da Enrico Massi e Paolo Benvenuti, decollarono dall'aeroporto di Campoformido con destinazione Mosca. Probabilmente a causa di un sabotaggio, gli aerei precipitarono nei pressi di Tolmino causando la morte sia di Garrone e di Strata, e il ferimento di Massi e Benvenuti. A causa della mancata consegna i due aerei non vennero mai pagati.

### Annotazioni
1. ↑  Si trattava dell'aviatore Bonallini, del meccanico Pagliero, del pubblicista Casalbore e del meccanico Roba.

### Fonti
1. 1 2 3  Ciampaglia 2012, p. 26.
2. 1 2 3 4 5 6  Ferrari, Garello 2004, p. 71.
3. 1 2  Verona 1920, p. 8.
4. 1 2  Perinetti, Colombatto 2012, p. 28.
5. 1 2 3  The Paris Airshow 1919. Part 2, Flight. The Aircraft Engineer and Airship, n.576, 8 january 1920.
6. ↑  Esposizione dell'Aeronautica Italiana, Giugno-Ottobre 1934 - XII. Casa Editrice d'Arte Emilio Bestetti, 1934, Milano.
7. ↑  Ciampaglia 2002, p. 23.
8. 1 2 3 4  Ferrari, Gentilli 2005, p. 21.
9. ↑  Ciampaglia 2002, p. 30.